# Belisama
În mitologia celtică , Belisama este o zeiță războinică, idee ce reiese din reprezentările ei în care apare înarmată. De asemenea ea este o zeiță a artizanilor, a artelor frumoase, a izvoarelor termale, deținând și calități vindecătoare. Belisama era venerată în foarte multe sanctuare din Galia.